# Ryczywół
Ryczywół (in tedesco Ritschenwalde) è un comune rurale polacco del distretto di Oborniki, nel voivodato della Grande Polonia.
Ricopre una superficie di 154,54 km² e nel 2004 contava 7 066 abitanti.